# Saison 2008-2009 du Stade Malherbe Caen
Maillots
Chronologie
Saison précédente Saison suivante
La saison 2008-2009 du Stade Malherbe de Caen, club de football français, voit le club évoluer en Ligue 1 pour la deuxième saison consécutive.
Avec le recrutement de Steve Savidan, l'objectif annoncé par les dirigeants est une place parmi les dix premiers du championnat. Le début de saison est prometteur, avant que l'équipe caennaise n'enchaîne dix-sept matchs sans victoire entre novembre et avril. Malgré un sursaut en fin de saison, les Caennais ne peuvent éviter la relégation en Ligue 2.

## Résumé de la saison
Le départ de Yoan Gouffran pour Bordeaux, contre une indemnité record de près de 7 millions d'euros, permet aux dirigeants de renforcer l'équipe. Le buteur de Valenciennes Steve Savidan, auteur de 26 buts lors de ses deux précédentes saisons, est recruté contre près de 5 millions d'euros. Quelques semaines plus tard, l'ailier droit tunisien Fahid Ben Khalfallah, prétendant au trophée de meilleur joueur de Ligue 2 la saison passée, rejoint à son tour la Normandie. Enfin le latéral droit argentin Pablo Barzola vient compenser le départ de Cédric Hengbart. L'objectif annoncé est de faire au moins aussi bien que la saison passée, c'est-à-dire terminer dans la première moitié du classement : « Je pense que l'on possède tout ce qu'il faut en défense, au milieu et en attaque pour répondre à notre objectif : faire au moins aussi bien que la saison dernière (NDLR : 11e), donc de terminer dans la première partie de tableau » (Jean-François Fortin) .
Le début de saison est conforme aux ambitions annoncées : le club pointe à la 5e place après sept journées. Début novembre, une première alerte passe inaperçue : Caen s'incline à domicile contre Le Havre AC, déjà bon dernier. Quelques jours plus tard, le club voit son buteur Steve Savidan sélectionné en Équipe de France de football, dans ce qui semble être un symbole des ambitions caennaises. À la même période, Ben Khalfallah devient également international tunisien.
Pourtant, handicapé par la blessure de milieux de terrain titulaires (Anthony Deroin, Juan Eduardo Eluchans puis Fahid Ben Khalfallah) à la fin de l'automne, le Stade Malherbe sombre progressivement au classement. La cohésion du groupe, qui avait fait la force de l'équipe depuis plusieurs saisons, paraît entamée. Le rendement décevant à cette époque de Steve Savidan, seul joueur du club à l'aura nationale et dont le contrat est revalorisé en cours de saison, est à l'origine de polémiques. La composition de l'équipe change chaque semaine, au gré des formes, des suspensions et des blessures. Les erreurs individuelles se multiplient, et le club perd des points précieux contre des adversaires directs en fin de match.
Après quinze matchs sans victoire, et des éliminations sans gloire des coupes nationales, l'équipe atteint la zone de relégation lors de la 27e journée. Un réveil tardif, avec notamment deux victoires à domicile, permet au club de maintenir ses chances jusqu'à la fin de saison, avant un déplacement à Lyon, champion en titre, et la réception de Bordeaux, le leader. Sans surprise, deux défaites sanctionnent les deux matchs, et font replonger les caennais dans la zone de relégation au soir de la dernière journée : l'équipe est reléguée en Ligue 2.

## Transferts

### Arrivées
| Nom                  | Poste             | Nationalité sportive | Transfert         | Provenance               | Période  |
| -------------------- | ----------------- | -------------------- | ----------------- | ------------------------ | -------- |
| Youssef Adnane       | attaquant         | France               | Retour de prêt    | AS Cherbourg             | Été 2008 |
| Alexandre Raineau    | milieu de terrain | France               | Retour de prêt    | FC Libourne-Saint-Seurin | Été 2008 |
| Stéphane Zubar       | défenseur         | France               | Retour de prêt    | FC Brussels              | Été 2008 |
| Pablo Barzola        | défenseur         | Argentine            | Transfert (0,7M€) | Argentinos Juniors       | Été 2008 |
| Rajiv Van la Parra   | milieu de terrain | Pays-Bas             | Transfert         | Feyenoord Rotterdam      | Été 2008 |
| Steve Savidan        | attaquant         | France               | Transfert (5M€)   | Valenciennes FC          | Été 2008 |
| Fahid Ben Khalfallah | milieu de terrain | Tunisie              | Transfert (2M€)   | SCO Angers               | Été 2008 |

### Départs
| Nom                | Poste             | Nationalité sportive | Transfert         | Destination           | Période      |
| ------------------ | ----------------- | -------------------- | ----------------- | --------------------- | ------------ |
| Issam Jemâa        | attaquant         | Tunisie              | Retour de prêt    | RC Lens               | Été 2008     |
| Guillaume Quellier | milieu de terrain | France               | Prêt              | Stade de Reims        | Été 2008     |
| Benoît Costil      | gardien de but    | France               | Prêt              | Vannes OC             | Été 2008     |
| Yoan Gouffran      | attaquant         | France               | Transfert (7M€)   | Girondins de Bordeaux | Été 2008     |
| Stéphane Samson    | attaquant         | France               | Transfert         | Stade de Reims        | Été 2008     |
| Cédric Hengbart    | défenseur         | France               | Transfert (0,5M€) | AJ Auxerre            | Été 2008     |
| Oumar N'Diaye      | défenseur         | France               | Prêt              | Vannes OC             | Été 2008     |
| Lilian Compan      | attaquant         | France               | Transfert         | Montpellier HSC       | Été 2008     |
| Karl Svensson      | défenseur         | Suède                | Transfert         | IFK Göteborg          | Janvier 2009 |
| Brahim Thiam       | défenseur         | Mali                 | Transfert         | Stade de Reims        | Janvier 2009 |
| Stéphane Zubar     | défenseur         | France               | Transfert         | FC Vaslui             | Février 2009 |

## Effectif

### Joueurs utilisés
| Joueur         | L1 | L1 | CDF | CDF | CDL | CDL |
| Joueur         | M  | B  | M   | B   | M   | B   |
| -------------- | -- | -- | --- | --- | --- | --- |
| Vincent Plante | 36 | 0  | 0   | 0   | 0   | 0   |
| Alexis Thebaux | 2  | 0  | 2   | 0   | 1   | 0   |
| Damien Perquis | 0  | 0  | 0   | 0   | 0   | 0   |

| Joueur             | L1 | L1 | CDF | CDF | CDL | CDL |
| Joueur             | M  | B  | M   | B   | M   | B   |
| ------------------ | -- | -- | --- | --- | --- | --- |
| Nicolas Seube      | 36 | 3  | 2   | 0   | 1   | 0   |
| Reynald Lemaitre   | 35 | 2  | 2   | 0   | 0   | 0   |
| Pablo Barzola      | 33 | 1  | 1   | 0   | 1   | 0   |
| Jérémy Sorbon      | 32 | 0  | 0   | 0   | 0   | 0   |
| Grégory Leca       | 25 | 0  | 2   | 0   | 1   | 0   |
| Florian Boucansaud | 14 | 0  | 2   | 0   | 0   | 0   |
| Karl Svensson      | 1  | 0  | 0   | 0   | 1   | 0   |
| Brahim Thiam       | 0  | 0  | 0   | 0   | 1   | 0   |

| Joueur                | L1 | L1 | CDF | CDF | CDL | CDL |
| Joueur                | M  | B  | M   | B   | M   | B   |
| --------------------- | -- | -- | --- | --- | --- | --- |
| Benjamin Nivet        | 32 | 6  | 2   | 0   | 0   | 0   |
| Fahid Ben Khalfallah  | 30 | 2  | 2   | 0   | 1   | 0   |
| Rémi Gomis            | 29 | 2  | 2   | 0   | 1   | 0   |
| Grégory Proment       | 28 | 1  | 1   | 0   | 0   | 0   |
| Anthony Deroin        | 27 | 4  | 2   | 0   | 0   | 0   |
| Juan Eduardo Eluchans | 24 | 1  | 2   | 0   | 1   | 0   |
| Nicolas Florentin     | 24 | 2  | 0   | 0   | 1   | 0   |
| Alexandre Raineau     | 9  | 0  | 0   | 0   | 1   | 0   |
| Rajiv Van la Parra    | 2  | 0  | 0   | 0   | 0   | 0   |
| Ismaïlä N'Diaye       | 2  | 0  | 0   | 0   | 0   | 0   |

| Joueur           | L1 | L1 | CDF | CDF | CDL | CDL |
| Joueur           | M  | B  | M   | B   | M   | B   |
| ---------------- | -- | -- | --- | --- | --- | --- |
| Steve Savidan    | 38 | 14 | 2   | 2   | 1   | 0   |
| Julien Toudic    | 29 | 0  | 2   | 0   | 1   | 0   |
| Youssef Adnane   | 14 | 0  | 2   | 1   | 1   | 0   |
| Sambou Yatabaré  | 11 | 1  | 0   | 0   | 0   | 0   |
| Youssef El-Arabi | 3  | 0  | 0   | 0   | 0   | 0   |
| Livio Nabab      | 3  | 0  | 0   | 0   | 0   | 0   |
| Lilian Compan    | 1  | 0  | 0   | 0   | 0   | 0   |
| Sébastien Mazure | 0  | 0  | 0   | 0   | 0   | 0   |

Dernière mise à jour le 31 mai 2009.

## Les rencontres de la saison

### Trophée des Normands
| Date            | Adversaire  | Lieu      | Score | Buteur SMC        |
| --------------- | ----------- | --------- | ----- | ----------------- |
| 14 juillet 2008 | Le Havre AC | Granville | 2 - 0 | Adnane, Florentin |

### Championnat de Ligue 1
| Date                       | Journée | Adversaire             | Lieu | Score | Buteurs SMC                    | Class. | Spectateurs |
| -------------------------- | ------- | ---------------------- | ---- | ----- | ------------------------------ | ------ | ----------- |
| Samedi 9 août 2008         | J01     | Girondins de Bordeaux  | Ext. | 2 - 1 | Nivet                          | 15e    | 29 002      |
| Samedi 16 août 2008        | J02     | Valenciennes FC        | Dom. | 3 - 1 | Florentin, Savidan, Eluchans   | 6e     | 18 641      |
| Samedi 23 août 2008        | J03     | AS Monaco              | Ext. | 1 - 1 | Leko (csc)                     | 9e     | 9 181       |
| Samedi 30 août 2008        | J04     | Paris SG               | Dom. | 0 - 1 |                                | 14e    | 20 685      |
| Dimanche 14 septembre 2008 | J05     | AS Saint-Étienne       | Dom. | 2 - 0 | Ben Khalfallah, Nivet          | 9e     | 19 547      |
| Samedi 20 septembre 2008   | J06     | FC Lorient             | Ext. | 1 - 1 | Deroin                         | 10e    | 10 338      |
| Samedi 27 septembre 2008   | J07     | FC Nantes              | Dom. | 3 - 0 | Savidan, Ben Khalfallah, Nivet | 5e     | 19 070      |
| Samedi 4 octobre 2008      | J08     | Olympique de Marseille | Ext. | 2 - 1 | Savidan                        | 9e     | 51 915      |
| Samedi 18 octobre 2008     | J09     | Grenoble Foot          | Dom. | 2 - 2 | Savidan (sp), Florentin        | 11e    | 17 632      |
| Samedi 25 octobre 2008     | J10     | Lille OSC              | Ext. | 2 - 2 | Seube, Savidan                 | 11e    | 13 841      |
| Mercredi 29 octobre 2008   | J11     | OGC Nice               | Dom. | 1 - 1 | Savidan                        | 12e    | 18 727      |
| Samedi 1er novembre 2008   | J12     | Toulouse FC            | Ext. | 0 - 1 | Nivet                          | 10e    | 15 714      |
| Samedi 8 novembre 2008     | J13     | Le Havre AC            | Dom. | 0 - 1 |                                | 11e    | 20 047      |
| Samedi 15 novembre 2008    | J14     | AS Nancy-Lorraine      | Ext. | 1 - 1 | Savidan                        | 12e    | 17 461      |
| Samedi 22 novembre 2008    | J15     | AJ Auxerre             | Dom. | 1 - 0 | Lemaître                       | 9e     | 17 293      |
| Samedi 29 novembre 2008    | J16     | Le Mans UC             | Ext. | 2 - 0 |                                | 11e    | 9 099       |
| Samedi 6 décembre 2008     | J17     | Stade rennais          | Dom. | 1 - 1 | Nivet                          | 12e    | 19 084      |
| Samedi 13 décembre 2008    | J18     | FC Sochaux             | Ext. | 2 - 2 | Gomis (2)                      | 11e    | 11 215      |
| Samedi 20 décembre 2008    | J19     | Olympique lyonnais     | Dom. | 0 - 1 |                                | 13e    | 20 613      |
| Dimanche 18 janvier 2009   | J21     | AS Monaco              | Dom. | 2 - 2 | Savidan, Nivet                 | 13e    | 18 304      |
| Samedi 31 janvier 2009     | J22     | Paris SG               | Ext. | 2 - 0 |                                | 15e    | 39 187      |
| Samedi 7 février 2009      | J23     | AS Saint-Étienne       | Ext. | 3 - 2 | Dabo (csc), Savidan            | 15e    | 22 520      |
| Samedi 14 février 2009     | J24     | FC Lorient             | Dom. | 1 - 1 | Savidan                        | 15e    | 16 665      |
| Mardi 17 février 2009      | J20     | Valenciennes FC        | Ext. | 2 - 0 |                                | 16e    | 12 206      |
| Samedi 21 février 2009     | J25     | FC Nantes              | Ext. | 1 - 1 | Deroin                         | 15e    | 21 939      |
| Dimanche 1er mars 2009     | J26     | Olympique de Marseille | Dom. | 0 - 1 |                                | 17e    | 20 775      |
| Samedi 7 mars 2009         | J27     | Grenoble Foot          | Ext. | 2 - 1 | Deroin                         | 18e    | 15 377      |
| Samedi 14 mars 2009        | J28     | Lille OSC              | Dom. | 0 - 1 |                                | 19e    | 17 506      |
| Dimanche 22 mars 2009      | J29     | OGC Nice               | Ext. | 2 - 2 | Hognon (csc), Seube            | 19e    | 8 473       |
| Samedi 4 avril 2009        | J30     | Toulouse FC            | Dom. | 0 - 0 |                                | 19e    | 17 909      |
| Samedi 11 avril 2009       | J31     | Le Havre AC            | Ext. | 1 - 2 | Savidan, Lemaître              | 17e    | 14 382      |
| Samedi 18 avril 2009       | J32     | AS Nancy-Lorraine      | Dom. | 1 - 2 | Yatabaré                       | 19e    | 18 399      |
| Dimanche 26 avril 2009     | J33     | AJ Auxerre             | Ext. | 2 - 1 | Proment                        | 19e    | 11 038      |
| Samedi 2 mai 2009          | J34     | Le Mans UC             | Dom. | 3 - 1 | Barzola, Seube, Deroin         | 16e    | 18 615      |
| Mercredi 13 mai 2009       | J35     | Stade rennais          | Ext. | 1 - 0 |                                | 18e    | 20 880      |
| Samedi 16 mai 2009         | J36     | FC Sochaux             | Dom. | 2 - 0 | Savidan (2)                    | 16e    | 18 927      |
| Samedi 23 mai 2009         | J37     | Olympique lyonnais     | Ext. | 3 - 1 | Savidan                        | 17e    | 39 312      |
| Samedi 30 mai 2009         | J38     | Girondins de Bordeaux  | Dom. | 0 - 1 |                                | 18e    | 20 924      |

### Coupe de la ligue
| Date                       | Tour  | Adversaire  | Lieu | Score | Buteurs SMC | Spectateurs |
| -------------------------- | ----- | ----------- | ---- | ----- | ----------- | ----------- |
| Mercredi 24 septembre 2008 | 1/16e | Le Havre AC | Ext. | 3 - 1 | Toudic      |             |

### Coupe de France
| Date                   | Tour  | Adversaire  | Lieu | Score             | Buteurs SMC     | Spectateurs |
| ---------------------- | ----- | ----------- | ---- | ----------------- | --------------- | ----------- |
| Samedi 3 janvier 2008  | 1/32e | FC Nantes   | Ext. | 2 - 2 (tab 3 - 5) | Adnane, Savidan |             |
| Samedi 24 janvier 2008 | 1/16e | US Boulogne | Ext. | 3 - 1             | Savidan         |             |